# Odory z ferm trzody chlewnej

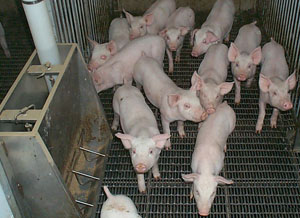

Odory z ferm trzody chlewnej – pojęcie stosowane w odniesieniu do zapachowo uciążliwych zanieczyszczeń powietrza, emitowanych z obiektów, należących do ferm trzody chlewnej, traktowanych jako „instalacje”, dla których są opracowywane raporty o oddziaływaniu na środowisko. Dotyczy poszczególnych związków chemicznych, albo mieszanin wszystkich odorantów, których ilość jest określana łącznie, metodami olfaktometrycznymi. Emisję zapachową (ilość emitowanych odorów) wyraża się w jednostkach zapachowych (odour unit, ou), emitowanych w jednostce czasu. Jest ona równa w przybliżeniu iloczynowi liczby świń na fermie przez wskaźnik emisji zapachowej. Oszacowana dla konwencjonalnej fermy średnia wartość wskaźnika wynosi ok. 22 ou/s·sztuka.
Znana wartość wskaźnika emisji zapachowej umożliwia określanie zasięgu ponadnormatywnej uciążliwości zapachowej w otoczeniu ferm o różnej wielkości. Obliczenia są wykonywane metodami matematycznego modelowania procesu rozprzestrzeniania się odorantów.

## Ogólna charakterystyka fermy jako źródła emisji
Wytyczne dotyczące technologii i instalacji stosowanych w hodowli inwentarza w krajach Unii Europejskiej zawiera dokument BAT: Reference Document on Best Available Techniques for Intensive Rearing of Poultry and Pigs, opracowany przez Techniczną Grupę Roboczą przy Europejskim biurze IPPC w Sewilli. Według Dyrektywy IPPC 96/91/EC o „instalacji do intensywnego chowu świń” mówi się wtedy, gdy ferma posiada powyżej 2000 stanowisk dla chowu świń o wadze powyżej 30 kg lub 750 stanowisk dla loch. Dyrektywa dotyczy działalności zasadniczej oraz niektórych działań, które są bezpośrednio z nią związane, a wywierają duży wpływ na środowisko (np. rozprowadzanie odchodów zwierzęcych na grunty rolne).

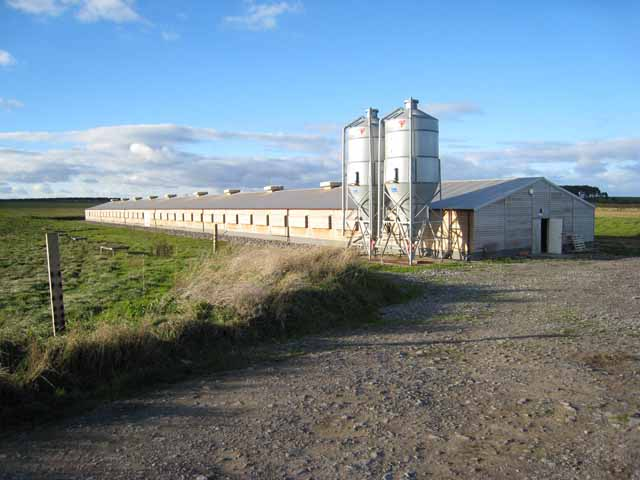
Chlewnia w Kearsley Farm, Matfen
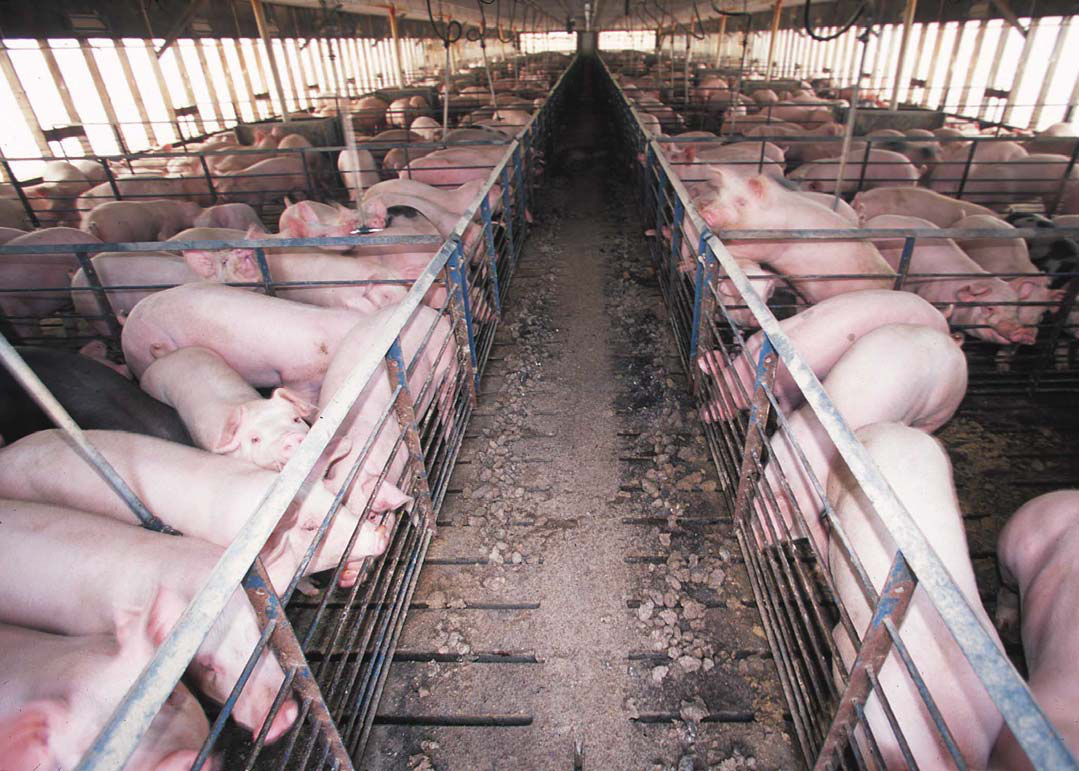
Wnętrze chlewni
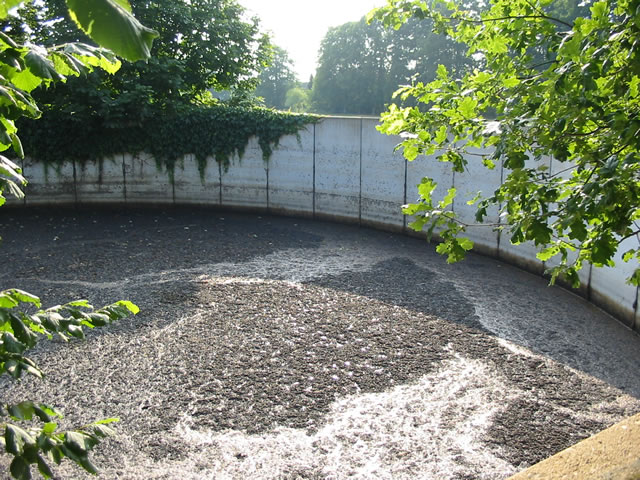
Otwarty zbiornik z gnojowicą w Kölkebeck, Westfalia
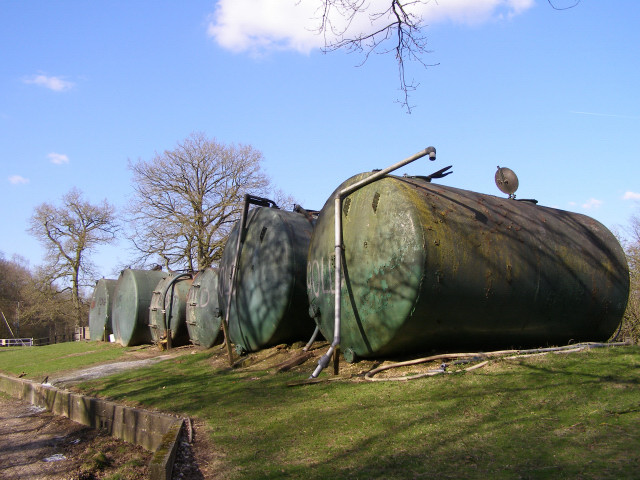
Cysterny z gnojowicą w Pachington Piggery
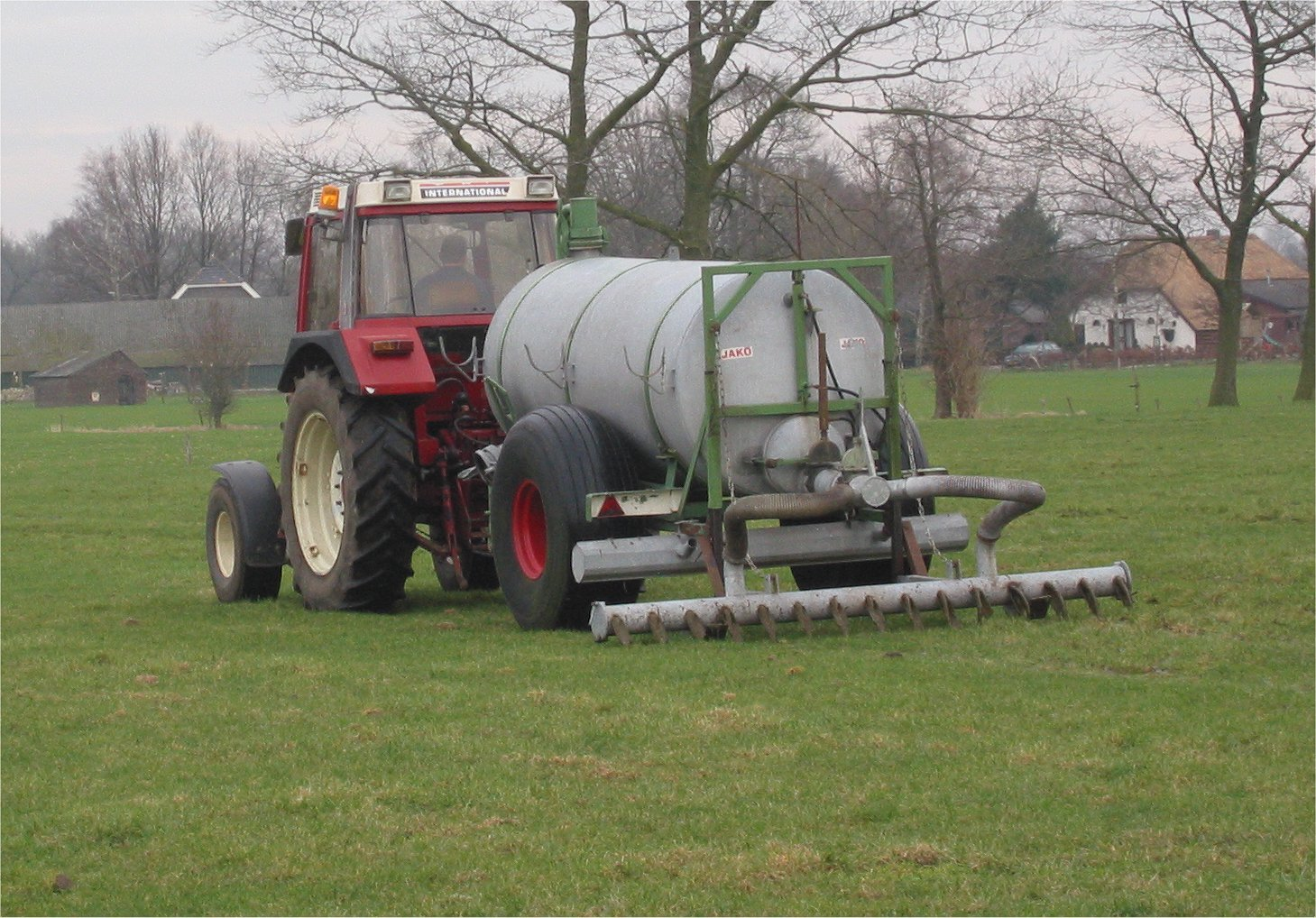
Nawożenie gnojowicą

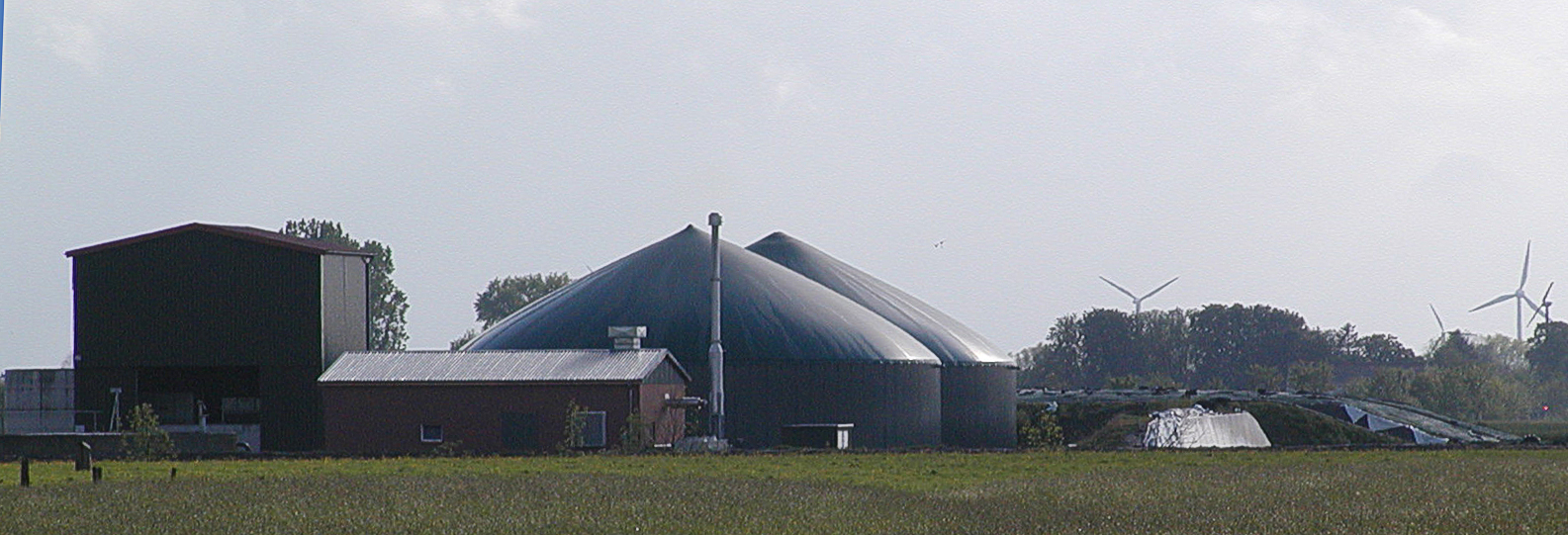
Biogazownia

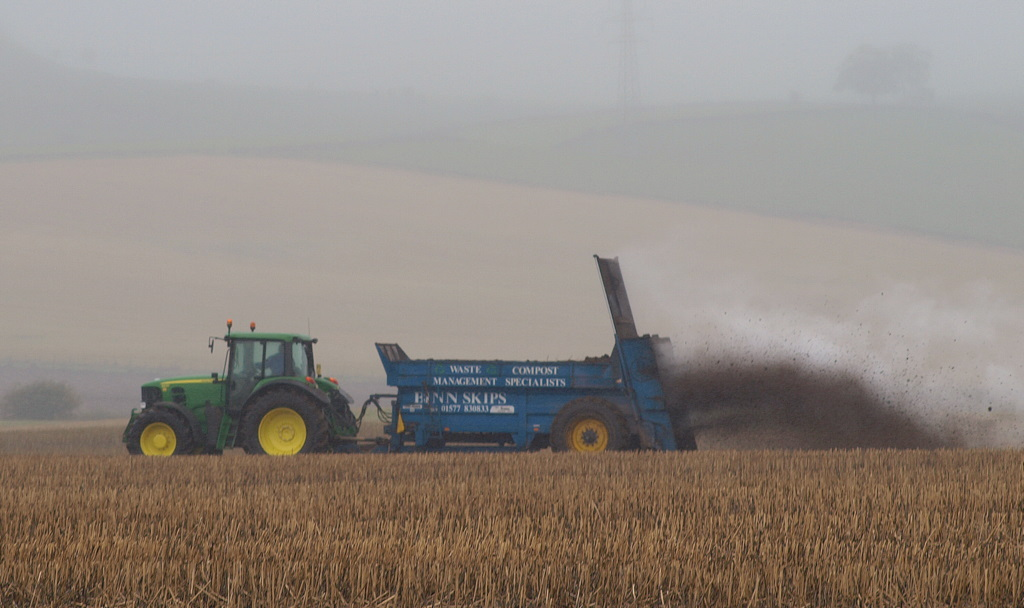
Nawożenie obornikiem

Chów przemysłowy jest prowadzony w cyklach zamkniętych, w dobrze wentylowanych budynkach z centralnym ogrzewaniem. Prosięta są odsadzane od macior wcześniej niż w chowie tradycyjnym, po czym przenosi się je do warchlakarni. Odchowane warchlaki (30–40 kg) są przenoszone do budynków tuczu (w obrębie tej samej fermy lub specjalistycznej tuczarni).
W warchlakarniach i tuczarniach podłoga jest zwykle częściowo lub całkowicie rusztowa. Nie używa się słomy lub używa się jej mało. Boksy są rozmieszczone w jednym lub dwóch rzędach (z jednej lub z obu stron przejścia).
Odchody ciekłe mogą być gromadzone pod rusztowaniem podłogi chlewni. Okres przechowywania może wynosić od jednego do kilku tygodni. Następnie są one grawitacyjnie lub pompą przetłaczane do zbiorczego dołu lub wprost do magazynu. Stosuje się zbiorniki ziemne lub stawy o zróżnicowanej konstrukcji (otwarte lub przykryte). Na niektórych fermach płynne odchody są mieszane z zużytą ściółką i kompostowane (tlenowa biodegradacja). Procesy fermentacji beztlenowej są przeprowadzane w biogazowniach. Uzyskuje się metan i ustabilizowany osad, stosowany jako nawóz.

## Emitowane zanieczyszczenia powietrza
Z ferm świń, podobnie jak np. ze składowisk odpadów komunalnych, kompostowni, oczyszczalni ścieków lub wytwórni mączki rybnej i mięsno−kostnej, emitowane są gazowe produkty naturalnych procesów biodegradacji biomasy (roślinnej i zwierzęcej), np. rozkładu białek. Są to wieloskładnikowe mieszaniny zanieczyszczeń powietrza (odorantów i związków bezwonnych), zawierające liczne nieprzyjemnie pachnące zanieczyszczenia o niskich progach węchowej wyczuwalności, np. amoniak, siarkowodór, związki siarkoorganiczne, aminy, kwasy tłuszczowe. Zapach mieszanin jest nieprzewidywalny – badania zmierzające do opracowania modeli interakcji węchowych są mało zaawansowane.

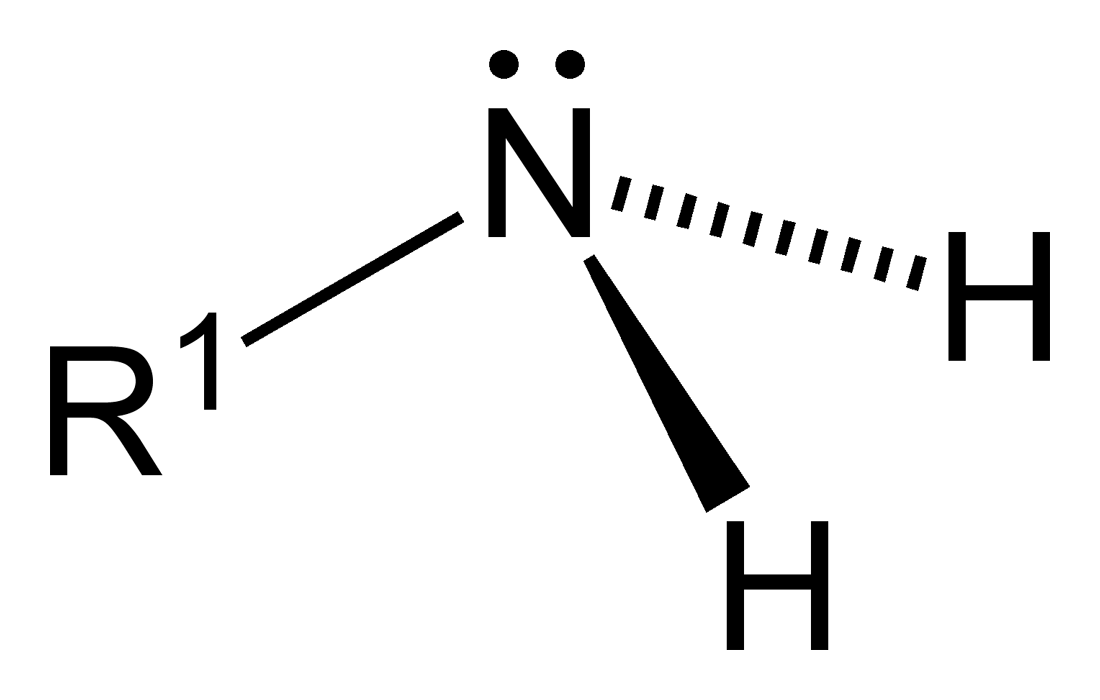
aminy I-rzędowe
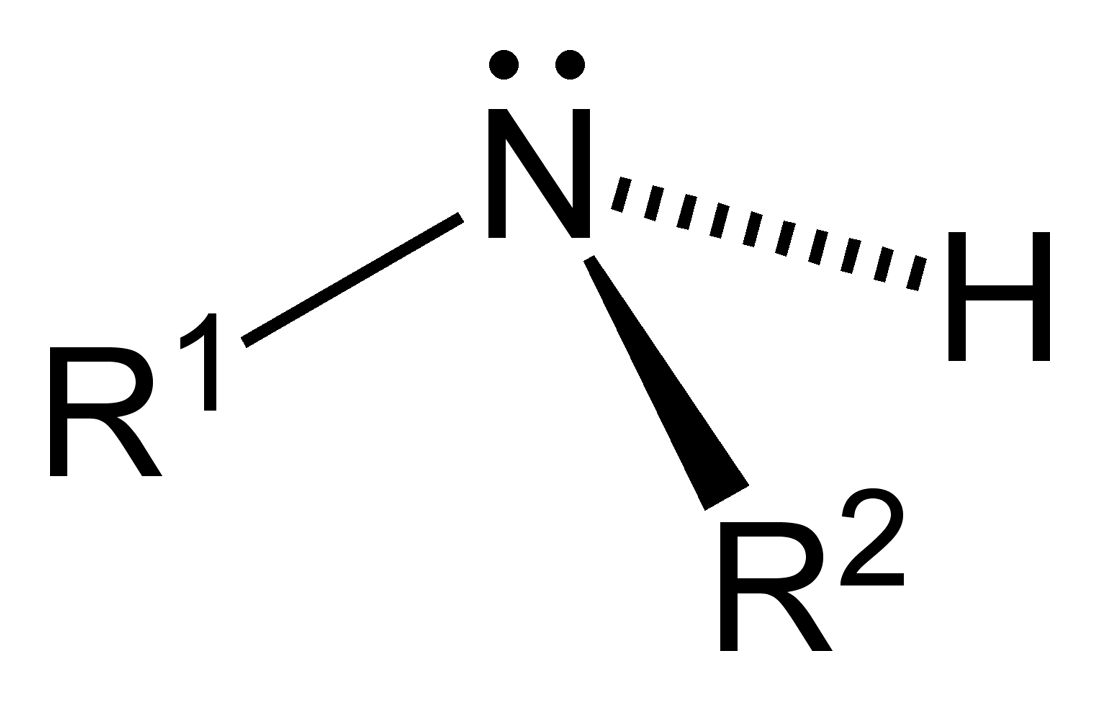
aminy II-rzędowe
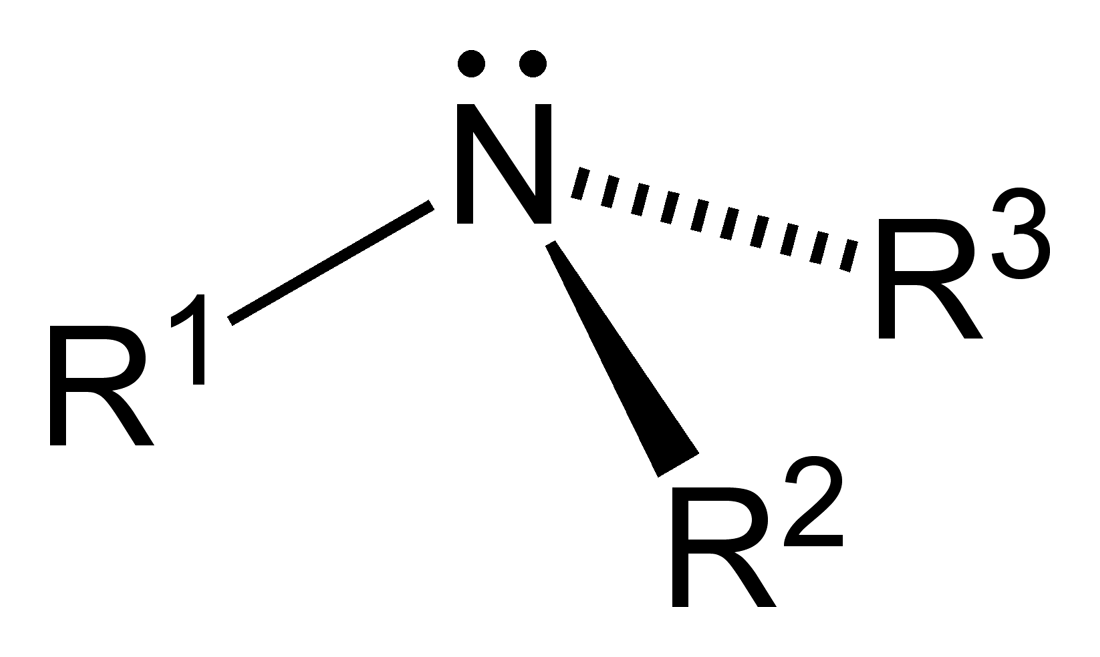
aminy III-rzędowe
disulfidy
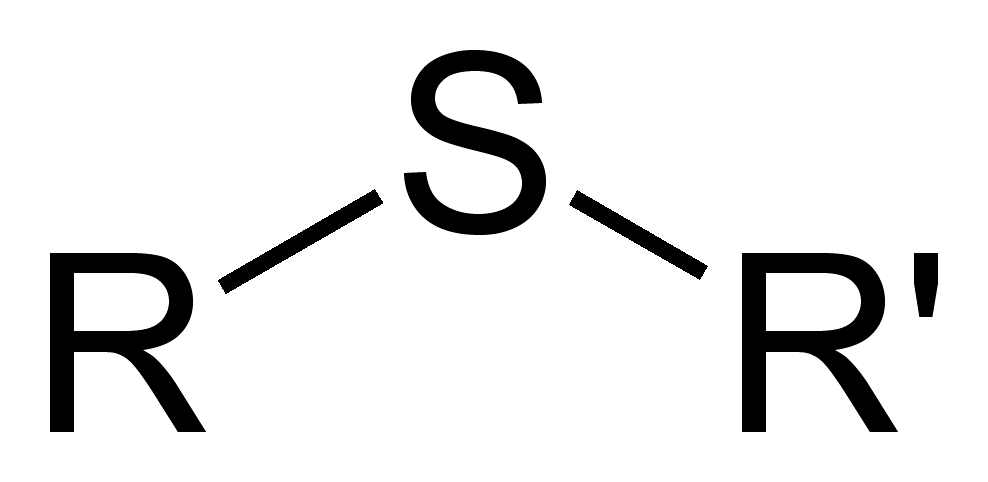
sulfidy
tiole

| Faza i sposób chowu | Faza i sposób chowu          | NH3       | CH4         | N2O         |
| Lochy prośne        | Lochy prośne                 | 0,4–4,2   | 21,1        | brak danych |
| Lochy oprosione     | Lochy oprosione              | 0,8–9,0   | brak danych | brak danych |
| Prosiaki            | Prosiaki                     | 0,06–0,08 | 3,9         | brak danych |
| Tuczniki            | podłoże rusztowe             | 1,35–3,0  | 2,8–4,5     | 0,02–0,15   |
| Tuczniki            | częściowo rusztowe           | 0,9–2,4   | 4,2–11,1    | 0,59–3,44   |
| Tuczniki            | ściółka na gładkiej podłodze | 2,1–4,0   | 0,9–1,1     | 0,05–2,4    |

W czasie ocen oddziaływania ferm na środowisko są brane pod uwagę emisje określonych związków chemicznych – zanieczyszczeń gleby, wody i powietrza – oraz emisja pyłów i hałasu. Analizowany jest również stopień zapachowej uciążliwości. W zakresie ochrony powietrza atmosferycznego największą wagę przywiązuje się do problemów związanych z emisją amoniaku, który przyczynia się do zakwaszenia środowiska w wyniku nitryfikacji i niekorzystnie działa na organizm człowieka.
W Północnej Karolinie określono wartość wskaźnika emisji, równą ok. 7 kg NH3/sztuka·rok. Wielkości wskaźników zależą od sposobu chowu. Zakres zmienności ilustrują dane zestawione w tabeli.
Wartości wskaźników emisji amoniaku są wykorzystywane w czasie opracowywania raportów o oddziaływaniu na środowisko, w których wykazuje się, na jakim obszarze otoczenia nowej fermy mogą być przekraczane wartości stężenia, wskazane przez odpowiednie urzędy. W Polsce ustalono, że poziom 400 µg/m3 nie powinien być przekraczany częściej niż przez 0,2% czasu roku. Mimo że ten standard jest zwykle dotrzymywany, skargi na zapachową uciążliwość hodowli często dominują wśród łącznej liczby skarg na jakość powietrza.

## Pomiar wskaźnika emisji zapachowej
Podstawowymi instrumentami ochrony zapachowej jakości powietrza są:
- techniki olfaktometrycznych pomiarów emisji zapachowej (emisji odorantów) z istniejących instalacji; w krajach Unii Europejskiej emisja jest wyznaczana metodą olfaktometrii dynamicznej (według PN–EN 13725:2007) i wyrażana jako liczba jednostek zapachowych emitowanych w jednostce czasu[1]
- metody matematycznego modelowania procesu rozprzestrzeniania się zanieczyszczeń powietrza w otoczeniu instalacji (zobacz: załącznik do rozporządzenia MŚ w sprawie poziomów odniesienia[11])

Wartości przewidywanej emisji zapachowej z nowych ferm są obliczane z użyciem wskaźników emisji zapachowej. Wskaźniki wyznacza się w analogicznych obiektach istniejących, jako ilorazy emisji zapachowej z fermy określonego rodzaju (np. tuczarnia, odkryte zbiorniki gnojowicy) przez liczbę zwierząt na tej fermie.

### Organizacja pomiarów
Liczbowe wartości wskaźników emisji odorantów z ferm trzody chlewnej wyznacza się doświadczalnie, analogicznie jak wskaźniki emisji innych zanieczyszczeń powietrza (np. amoniaku). Pomiary emisji polegają na równoczesnym określaniu wielkości strumienia (strumień objętości) emitowanych gazów i zapachowego stężenia zanieczyszczeń tych gazów. Poszukiwane są wartości średnie oraz maksymalne odniesione do skali roku, co wymaga wykonywania pomiarów wielokrotnie, w różnych sytuacjach technologicznych i meteorologicznych. Po wykonaniu badań określa się statystyczny rozkład zgromadzonych danych (w tym np. wartość średnią, maksymalną, percentyl 75% i inne).
| Chlewnia | Gnojowica |
| 4600     | 4041      |
| 2846     | 2492      |
| 6500     | 3387      |
| 5348     | 5444      |
| 9592     | 5814      |
| 4200     | 4673      |
| 4980     | 5099      |
| 5500     | 3276      |
| 2498     | 3854      |
| 3900     | 6079      |
| 2236     | 3688      |
| 4035     | 7400      |
| 2958     | 3140      |
| 3111     | 5138      |

Zasada pobierania próbek „metodą płuca”

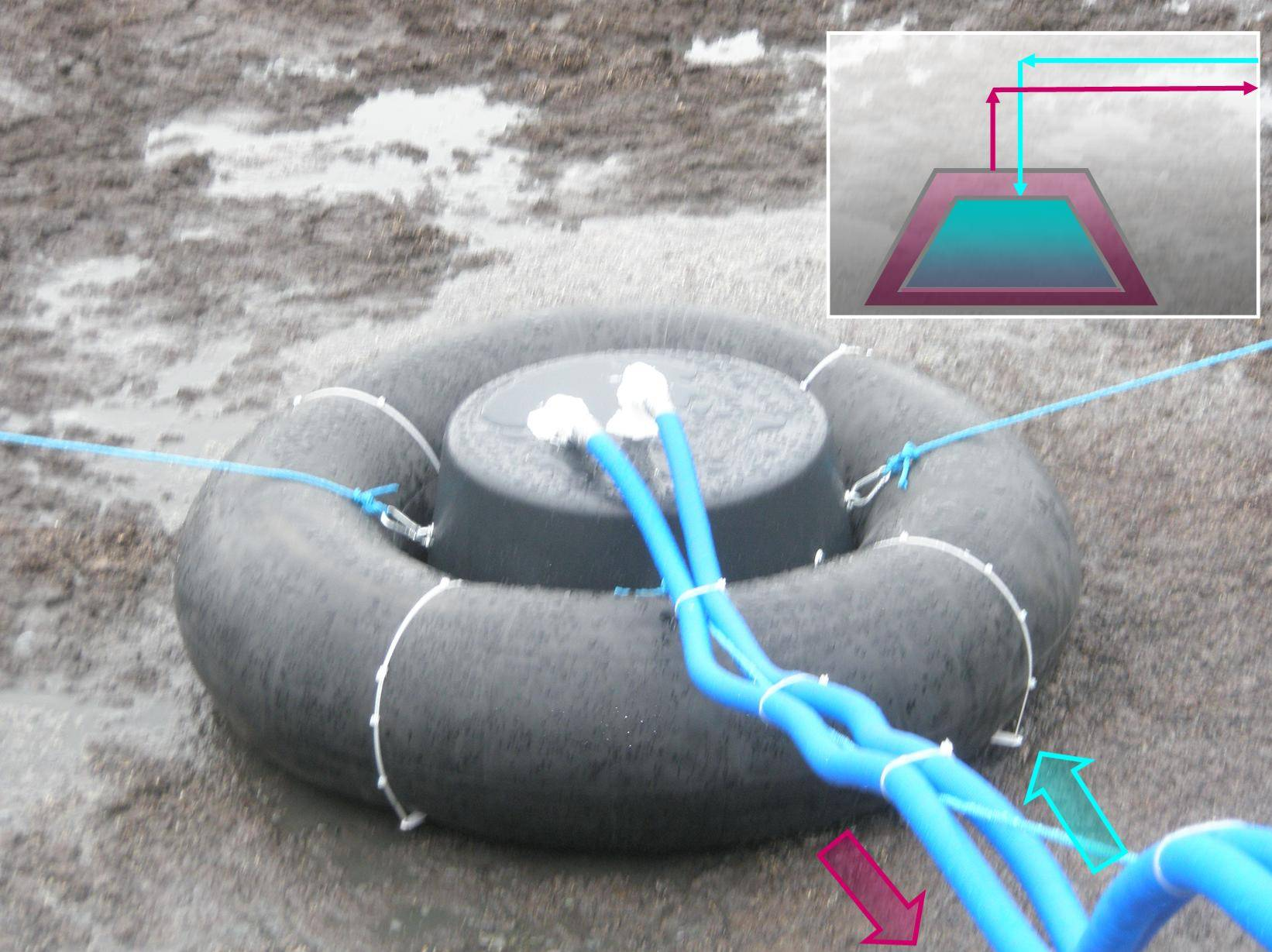
Zasada pobierania próbek z użyciem pływającej osłony

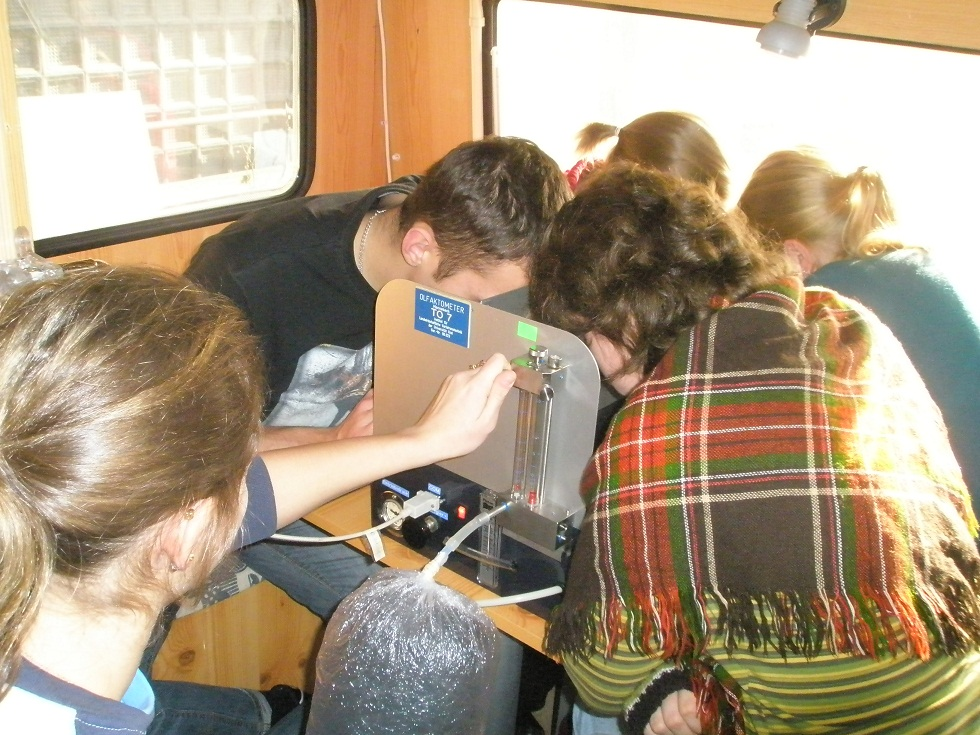
Pomiar stężenia zapachowego z użyciem olfaktometru TO7

Poniżej przedstawiono przykład oznaczeń wskaźnika emisji, wykonanych z udziałem grupy studentów ZUT w Szczecinie w jednej z dużych ferm tuczu (okres badań: wrzesień 2008).

### Pobieranie próbek
Próbki do pomiarów olfaktometrycznych pobierano w jednej z kilkunastu standardowych chlewni oraz z fragmentu powierzchni zbiornika gnojowicy. Próbki były pobierane do worków z folii Nalophan (PET), zgodnie z PN–EN 13725. Próbki powietrza wentylacyjnego z chlewni pobierano metodą płuca, mierząc równocześnie wielkość strumienia gazów. Do pobierania próbek znad powierzchni gnojowicy stosowano pływający kołpak, pod który wprowadzano znany strumień czystego powietrza. Po wielokrotnej wymianie powietrza pod kołpakiem ustala się stan dynamicznej równowagi (stałe stężenie odorantów, zależne od szybkości przepływu powietrza i szybkości uwalniania odorantów z powierzchni pod kołpakiem). Po ustaleniu się tego stanu ilość odorantów w próbce strumienia wylotowego, pobranej do worka, jest równa ilości uwolnionej w czasie pobierania próbki z osłoniętej kołpakiem powierzchni gnojowicy.

### Pomiar stężenia zapachowego
Stężenie zapachowe w pobranych próbkach oznaczano zespołowo z użyciem dynamicznego olfaktometru TO7. Jedna wartość stężenia cod [ouE/m3] (wynik pomiaru) była obliczana na podstawie ocen zapachu co najmniej trzech serii rozcieńczeń badanej próbki czystym powietrzem przez co najmniej cztery osoby. Część wyników, zgromadzonych w czasie dwóch tygodni badań, zestawiono w tabeli. Ilustrują dużą zmienność stężenia zapachowego w powietrzu wentylacyjnym z chlewni i w powietrzu przepuszczanym nad powierzchnią gnojowicy (stężenia od ok. 2200 ouE/m3 do ok. 9600 ouE/m3).

### Obliczanie wskaźnika emisji
Na podstawie zbioru wyników pomiarów stężenia zapachowego w strumieniu powietrza wentylacyjnego z chlewni (525 tuczników, III faza tuczu) oraz pomiarów wielkości tego strumienia określono średnią wartość emisji zapachowej z chlewni (13304 ouE/s) i wartość maksymalną (40770 ouE/s) oraz odpowiednie wartości wskaźnika emisji zapachowej:
— średni: 25 ouE/s/sztuka
— maksymalny: 78 ouE/s/sztuka
Mniejsze wartości wskaźników uzyskano w odniesieniu do całej fermy, na której znajdują się pawilony z tucznikami w I, II i III fazie tuczu. Zakładając, że proporcja wskaźników emisji w trzech kolejnych fazach tuczu wynosi 1 : 2 : 4 stwierdzono, że przeciętny wskaźnik emisji, odniesiony do jednego tucznika na fermie, wynosi:
— średnia: 16 ouE/s/sztuka
— górny kwartyl zbioru danych: 45 ouE/s/sztuka

### Zestawienie wskaźników emisji z różnych ferm trzody chlewnej

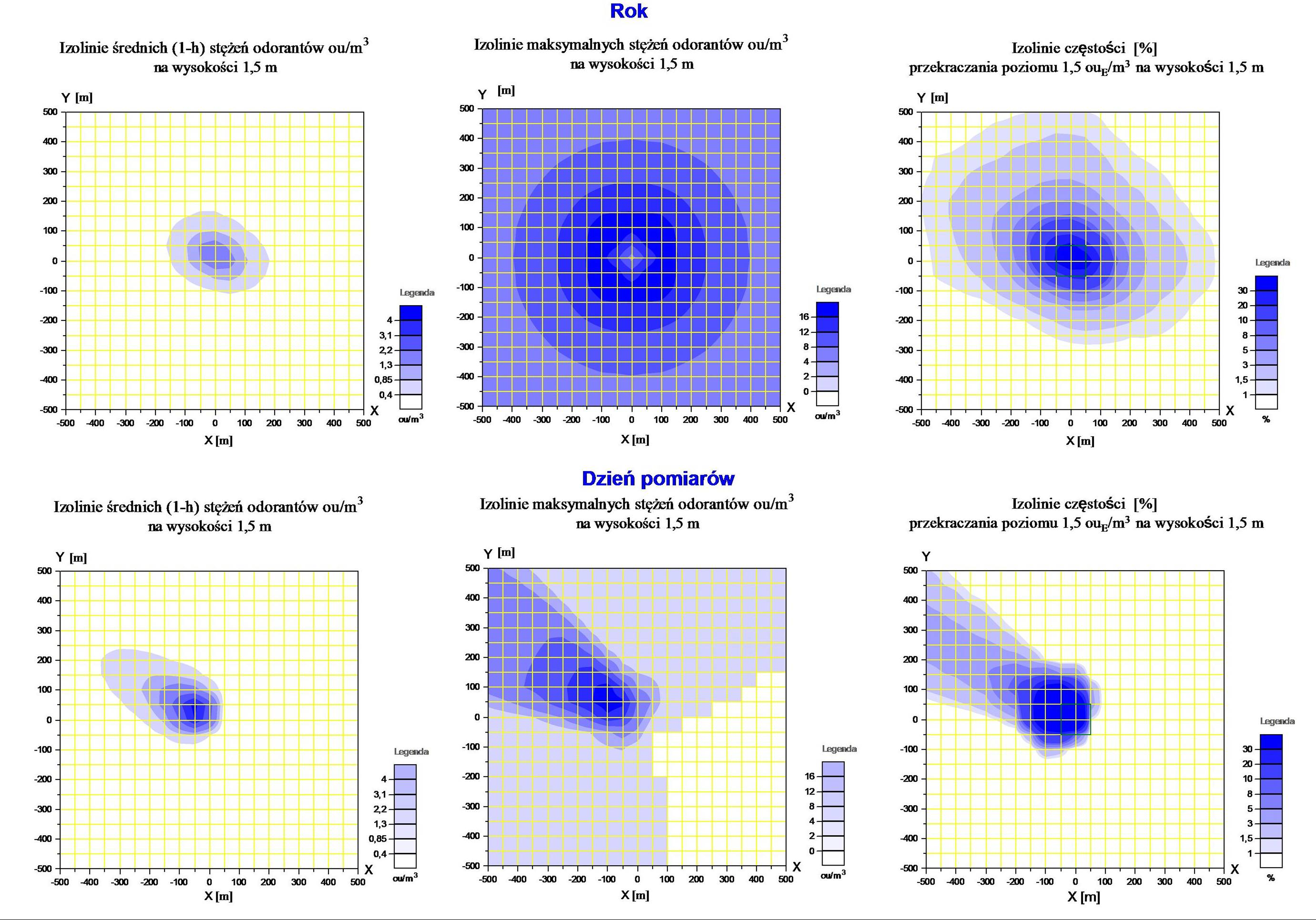
Częstości występowania stężenia odpowiadającego środowiskowemu progowi rozpoznawalności
(granice "akceptowalnej uciążliwości")

W krajach Europy Zachodniej i Ameryki oznaczania wskaźników emisji odorantów z ferm trzody chlewnej są wykonywane od wielu lat. W tabelach zawarto przykłady wskaźników emisji wyznaczonych w Stanach Zjednoczonych w latach 1990. oraz w Wielkiej Brytanii, Holandii i Belgii w latach 1995–2000.
| Faza chowu                   | Sezon | Stężenie zapachowe | Wskaźnik emisji |
|                              |       | ou / m³            | ou/s/sztuka     |
| Lochy                        | Lato  | 434                | 12,18           |
| Lochy                        | Zima  | 619                | 9,79            |
| Lochy karmiące               | Lato  | 836                | 39,56           |
| Lochy karmiące               | Zima  | 876                | 31,44           |
| Prosięta odsadzone od macior | Lato  | 2856               | 7,7             |
| Prosięta odsadzone od macior | Zima  | 1557               | 3,18            |
| Tuczniki – pasza o niskim pH | Lato  | 892                | 16,62           |
| Tuczniki – pasza o niskim pH | Zima  | 1019               | 12,15           |
| Tuczniki – ferma wielofazowa | Lato  | 1245               | 18,57           |
| Tuczniki – ferma wielofazowa | Zima  | 854                | 5,5             |

| Kraj            | Klasa chowu     | Wskaźnik emisji, ouE/s/sztuka |
| Holandia        | Tuczniki        | 22,4 (8–85)                   |
| Holandia        | Lochy           | 19 (8–37)                     |
| Holandia        | Warchlaki       | 16,3 (8–36)                   |
| Belgia          | Tuczniki – rok  | 25                            |
| Belgia          | Tuczniki – lato | 32,7                          |
| Belgia          | Tuczniki – zima | 15,4                          |
| Belgia          | Lochy – rok     | 44,6                          |
| Belgia          | Lochy – lato    | 52,6                          |
| Belgia          | Lochy – zima    | 34,8                          |
| Wielka Brytania | Tuczniki        | 18,7 (maks. 46,8)             |

## Prognozowanie zasięgu uciążliwości nowych ferm
Wartości wskaźników emisji odorantów są wykorzystywane w czasie rozpatrywania wniosków o uruchomienie nowych działalności – potencjalnie uciążliwych. Przewidywaną emisję zapachową oblicza się mnożąc odpowiedni wskaźnik emisji przez natężenie planowanej działalności (np. liczba stanowisk dla tuczników na fermie). Modelowanie dyspersji odorantów umożliwia obliczenie, czy po uruchomieniu takiej działalności będą dotrzymane standardy zapachowej jakości powietrza, najczęściej wyrażane jako najwyższa akceptowalna częstość przekraczania progu rozpoznawalności zapachu w skali roku (podstawą są odpowiednie róże wiatrów).
Wynikiem modelowania rozprzestrzeniania się odorantów w warunkach meteorologicznych, które charakteryzują krótszy okres (np. dobę), są np. średnie i maksymalne wartości stężenia zapachowego w tych warunkach w różnych punktach otoczenia instalacji. Wyniki terenowych pomiarów stężenia zapachowego w tzw. smudze zanieczyszczeń (w punktach leżących po zawietrznej stronie instalacji) są podstawą ocen poprawności założeń dotyczących emisji zapachowej.

## Weryfikacja wyników modelowania dyspersji
Weryfikacja może polegać na wykonywaniu pomiarów:
- długofalowych, obejmujących wszystkie fazy chowu (cykl produkcyjny) i różne sytuacje meteorologiczne (np. weryfikacja wyników obliczeń wykonanych na podstawie róży wiatrów)
- ograniczonych do kilku wybranych sytuacji meteorologicznych (np. weryfikacja obliczeń dotyczących doby, na podstawie pomiarów w „smudze zanieczyszczeń”)

Stężenie zapachowe w smudze zanieczyszczeń oznacza się metodą zespołowego skalowania intensywności zapachu lub z użyciem olfaktometrów terenowych Nasal Ranger. Obie techniki terenowych pomiarów olfaktometrycznych w smudze zastosowano w czasie badań wykonanych w otoczeniu jednej z ferm tuczu w roku 2008. Potwierdzono poprawność prognozy opracowanej metodą modelowania dyspersji przy założeniu, że wskaźnik emisji mieści się w zakresie 20–30 ouE/s/tucznik.